# 貝克特冰原島峰
76°2′S 160°11′E / 76.033°S 160.183°E
貝克特冰原島峰（英語：Beckett Nunatak），是南極洲的冰原島峰，位於維多利亞地的斯科特海岸，處於阿米蒂奇山以西17公里，美國地質調查局根據測量和該國海軍的空中照片繪入地圖，現時由南極條約體系管理。